# Aggiornamento
Aggiornamento is in het Nederlands vooral bekend als term van paus Johannes XXIII (1958-1963), die vond dat de Rooms-Katholieke Kerk zich moest vernieuwen. Tijdens het Tweede Vaticaans Concilie (1962-1965) gebeurde dat ook daadwerkelijk. Onder Johannes' opvolger Paulus VI werd het concilie afgesloten. Het proces van omzetting van de conciliaire besluiten in staande katholieke praktijk is nog steeds niet afgesloten.
Het Italiaanse woord aggiornamento betekent in de eerste plaats modernisering. In dat woord is giorno, Italiaans voor 'dag', te herkennen, en ag- is gelijk aan het Latijnse ad-, dat bij betekent; letterlijk is aggiornamento dan ook het bij de dag brengen. Volgens Johannes XXIII ging het erom de onveranderlijke geloofswaarheden zodanig weer te geven dat deze in de huidige tijd begrepen kunnen worden. Zo probeert de constitutie Lumen gentium vanuit de traditie nieuwe betekenissen aan de Kerk vast te knopen, en de apostolische adhortatie "Marialis Cultus" geeft aanvullende antwoorden op de betekenis van de Maagd Maria.